# Журавлині
Журавлині (Gruinae) — підродина птахів родини журавлевих (Gruidae).

## Поширення
Представники підродини поширені в Північній Америці, Євразії, Африці та Австралії.

## Опис
Від вінценосних відрізняються наявністю змієподібної трахеї, відсутністю довгого пальця на нозі, простішим забарвленням оперенням і стійкістю до низьких температур..

## Систематика
- підродина Журавлині (Gruinae)
  - рід Антігона (Antigone)
    - вид Журавель індійський (Antigone antigone)
    - вид Журавель канадський (Antigone canadensis)
    - вид Журавель австралійський (Antigone rubicunda)
    - вид Журавель даурський (Antigone vipio)

  - рід Журавель (Grus)
    - вид Журавель американський (Grus americana)
    - вид Журавель білошиїй (Grus carunculata)
    - вид Журавель сірий (Grus grus)
    - вид Журавель японський (Grus japonensis)
    - вид Журавель чорний (Grus monacha)
    - вид Журавель чорношиїй (Grus nigricollis)
    - вид Журавель блакитний (Grus paradisea)
    - вид Журавель степовий (Grus virgo)

  - рід Білий журавель (Leucogeranus)
    - вид Журавель білий (Leucogeranus leucogeranus)

  - †Palaeogrus
  - †Pliogrus
  - †Camusia